# Dick Sargent
Dick Sargent (Carmel-by-the-Sea, 19 april 1930 - Los Angeles, 8 juli 1994), geboren als Richard Stanford Cox, was een Amerikaans acteur.
Sargent begon zijn carrière met kleine rollen in verscheidene films, zoals Love Me Tender (1956), Operation Petticoat (1959) en That Touch of Mink (1962).
Toen acteur Dick York de sitcom Bewitched in 1969 verliet door gezondheidsproblemen, verving Sargent hem. Hij speelde de echtgenoot van Elizabeth Montgomery tot de laatste aflevering in 1972.
Hierna bleef Sargent werkzaam in de filmindustrie en had hij gastrollen in verschillende televisieseries, zoals The Waltons, The Love Boat, Charlie's Angels, The Dukes of Hazzard, Fantasy Island, Taxi en Family Ties. In de jaren 80 had hij ook een terugkerende rol in Down to Earth.
In zijn latere leven kwam Sargent er openlijk voor uit homoseksueel te zijn. In die tijd kwam hij voornamelijk op voor de rechten van homoseksuelen. Hij stierf in 1994 aan prostaatkanker.
- Biblioteca Nacional de España: XX1541541
- Bibliothèque nationale de France: cb14224434v (data)
- Gemeinsame Normdatei: 1330348168
- International Standard Name Identifier: 0000 0000 5934 3949
- Library of Congress Control Number: no96013700
- SNAC: w67t188j
- Virtual International Authority File: 11896795
- WorldCat: E39PBJB4fjr9b47HJpf9mCFR8C